# Harry Edward
Harry Francis Vincent Edward (* 15. April 1898 in Berlin, Deutsches Reich; † 8. Juli 1973 in Augsburg, Deutschland) war ein britischer Leichtathlet. Als Sohn eines guyanischen Vaters und einer deutschen Mutter wuchs er in Deutschland auf und war im Ersten Weltkrieg im Lager Ruhleben bei Berlin interniert. In den frühen 1920er Jahren war er als Sprinter erfolgreich.
Er gewann sieben AAA-Meisterschaften:
| Jahr    | 1920   | 1921   | 1922   |
| 100 yds | 10,0 s | 10,2 s | 10,0 s |
| 220 yds | 21,6 s | 22,2 s | 22,0 s |
| 440 yds |        |        | 50,4 s |

Bei den VI. Olympischen Sommerspielen 1920 in Antwerpen gewann er zwei Bronzemedaillen:
- 100 Meter in 11,0 s hinter Charles Paddock (Gold) und Morris Kirksey (Silber), beide 10,8 s
- 200 Meter in 22,2 s hinter Allen Woodring (Gold in 22,0 s) und Charles Paddock (Silber in 22,1 s)

In der britischen 4 × 100-m-Staffel, die Platz 4 belegte, war er nicht vertreten.